# Frielinghausen (Hamm)
Frielinghausen ist ein bis heute ländlich geprägter Ortsteil der westfälischen Stadt Hamm.

## Geographie

### Lage
Frielinghausen liegt im Osten der Stadt Hamm.

### Nachbargemeinden
Frielinghausen grenzte im Jahr 1967 im Uhrzeigersinn im Süden beginnend an die Gemeinden Norddinker, Uentrop und Schmehausen (alle heute zu Hamm) sowie Vellinghausen und Dinker (beide heute zu Welver).

## Geschichte
Frielinghausen wurde erstmals urkundlich 1177 als Vrilenchusen erwähnt. 1258 wurde der Ort urkundlich Vrielinchusen und 1367 Vrillinchusen genannt.
Frielinghausen gehörte im Spätmittelalter und der Frühen Neuzeit in eigener Bauerschaft (Vrylinckhuysen) im Amt Hamm zur Grafschaft Mark. Laut dem Schatzbuch der Grafschaft Mark von 1486 hatten die 9 Steuerpflichtigen in der Bauerschaft zwischen ½ und 3 Goldgulden an Abgabe zu leisten. Im Jahr 1705 waren in der Bauerschaft Frilinghausen 7 Steuerpflichtige mit Abgaben an die Rentei Hamm im Kataster verzeichnet.
Im 19. Jahrhundert gehörte Frielinghausen bei der Errichtung der Ämter in der preußischen Provinz Westfalen zum Amt Rhynern im Kreis Hamm. Im Jahr 1885 gab es in der Landgemeinde Frielinghausen auf 133 ha Fläche, davon 81 ha Ackerland, 0,3 ha Wiesen, 13 ha Holzungen, 1 Wohnplatz, 20 Wohnhäuser mit 20 Haushaltungen und 116 Einwohner. Anlässlich der Auskreisung der Stadt Hamm am 1. April 1901 wurde aus dem Kreis der Landkreis Hamm. Nach einer Gebietserweiterung im Jahr 1929 wurde dieser im Oktober 1930 in Kreis Unna umbenannt. Mit einer Einwohnerzahl von 74 im Jahr 1956 war Frielinghausen die kleinste Gemeinde des damaligen Kreises Unna.
Am 1. Januar 1968 wurden mit dem Gesetz zur Neugliederung des Landkreises Unna die ehemals selbständigen Gemeinden Braam-Ostwennemar (großenteils), Frielinghausen, Haaren, Norddinker, Schmehausen, Vöckinghausen und Werries in die Gemeinde Uentrop eingegliedert. Mit der Gemeindegebietsreform durch das Münster/Hamm-Gesetz, die am 1. Januar 1975 in Kraft trat, wurde die Gemeinde Uentrop mit 12.238 Einwohnern auf 39,46 km² in die kreisfreie Stadt Hamm eingegliedert.

## Einwohnerentwicklung
| Jahr | Einwohner |
| ---- | --------- |
| 1849 | 147       |
| 1910 | 095       |
| 1931 | 103       |
| 1956 | 074       |
| 1961 | 082       |

## Verkehr
Die Landesstraße L 667 verbindet Frielinghausen mit Rhynern, Süddinker, Dorfwelver, Norddinker und Uentrop.
In Frielinghausen gibt es keinen öffentlichen Personennahverkehr.